# Choeromorpha callizona
Choeromorpha callizona là một loài bọ cánh cứng trong họ Cerambycidae.